# مغارة الدم

موقع مغارة الدم

تقع مغارة الدم على جبل قاسيون بالقرب من مدينة دمشق.

## تمهيد
كتب الأستاذ الراحل محمد أحمد دهمان مؤرخ دمشق في إحدى مؤلفاته: "للجبال أثر كبير في التاريخ الديني، فجبل سرنديب هبط عليه النبي آدم  أبو البشر، وسفينة النبي نوح  استوت على جبل الجودي، والفتية الذين أمنوا بربهم أووا إلى الكهف في جبل الرقيم، والنبي موسى بن عمران  كلمه الله تعالى على جبل طور، والنبي عيسى وأمه  أويا إلى ربوة ذات قرار معين، وجبريل الملك  بالرسالة إلى النبي محمد ﷺ في جبل حراء، واختبئ الرسول ﷺ مع أبي بكر في جبل ثور حين لحقته كفار قريش، وجبل أحد قال عنه النبي محمد ﷺ:(أحد جبل يحبنا ونحبه)" انتهى .

## القصة في الروايات التاريخية
ربطت الروايات التاريخية عبر العصور بين مغارة الدم وقصة أول جريمة في التاريخ ألا وهي قصة مقتل هابيل على يد أخيه الأكبر قابيل وهما ولدا آدم، ولم يأتِ هذا الربط بعد الإسلام بل كان ملازماً للمغارة من عصور سابقة له، فقد كانت في السابق معبداً وثنياً ثم تحولت إلى كنيسة إلى أن دخل الإسلام دمشق فأصبح للمغارة مكانة دينية كبيرة لدى المسلمين مرتبطة بما ورد في القرآن من قصة ابني آدم.
ومختصر الرواية قابيل وهابيل أرادا أن يقدما لربهما قرباناً ليتقربا منه، فتقبل الله تعالى من هابيل ولم يتقبل من قابيل الذي غاظه تقبل ربه من أخيه، ووسوس الشيطان له قتل أخيه والخلاص منه ففعل ذلك ثم هام بجثة أخيه فترة من الزمن لا يعلم ما يفعل معها حتى أرسل له الله غرابين قتل أحدهما الآخر ودفنه فقام بدفن أخيه على نفس الشاكلة، هذه القصة كما وردت في القرآن (سورة المائدة 27- 31).
أما الروايات التي ارتبطت بهذه القصة فهي أن مكان القتل كان على سفح جبل قاسيون بدمشق، فعندما تمت الجريمة سال دم هابيل على صخر الجبل فشربت الأرض هذا الدم فلعنها آدم فحرم الله على الأرض أن تشرب دماً بعد هذا الدم، ثم فتح الجبل فمه من هول الحادثة ويقال فتح الجبل فمه ليبتلع القاتل، وبكى الجبل حزناً على هابيل، وسار القاتل بجثة أخيه أياماً حتى أرسل الله له الغرابين فتعلم منهما الدفن وقام بدفن أخيه على سفح جبل في منطقة الزبداني حيث كان، وقبره هناك معروف ويزار.
و قيل أن نبياً أو أربعين نبياً لجؤوا إلى مغارة الدم هرباً من ظلم أحد الملوك وما أن داهمهم الخطر في المغارة حتى شقَّ الله الجبل ويسر لهم طريق الخروج من الطرف الأخر فخرجوا تاركين من خلفهم روائح المسك والعنبر التي بقيت في الصخر.
وقيل أنه في يوم من الأيام كاد أن يسقط سقف مغارة الدم على أحد الأنبياء فقام جبريل بوضع كفه على سقف المغارة فمنعه من السقوط، وبقي أثر كفه في سقف المغارة.

## سبب التسمية
قيل أن سبب تسمية المغارة بهذا الاسم مغارة الدم هو أن الله سبحانه وتعالى أبقى أثر الدم في الصخر ليكون عبرة للعالمين، ويسمى المكان أيضاً مقام الأربعين أو مغارة الأربعين وقيل أن سبب التسمية هو أن يحيى بن زكريا أقام هو وأمه فيها أربعين عاماً، وأن الحواريين الذين أتوها مع النبي عيسى بن مريم كانوا أربعين، وقد أنشئ ضمن المسجد المحدث هناك أربعون محراباً.

## الوصف الحالي للمكان
أعلى المغارة على سفح الجبل يوجد بقعة من الصخر يختلف لون حجارتها عن باقي حجارة الجبل وهي تقريباً بلون وردي قيل أنها آثار دم هابيل.
أما داخل المغارة فيوجد فم الجبل الذي فُتح من هول الحادثة (كما قيل) وقد مُثلت فيه تفاصيل الفم بدقة من حيث وجود اللسان والأضراس، وفي المغارة أيضاً قطعة صخر يقال أنها جزء من الحجر الذي استعمله القاتل في جريمته وعليها آثار الدم.
وفي داخل المغارة أيضاً يوجد محرابان أحدهما لإبراهيم والآخر للخضر.
ومن سقف المغارة تنزل قطرات من الماء بشكل مستمر، يقال أنها دمع الجبل على مقتل هابيل، وتتجمع القطرات - وهي ناتجة عن المياه الجوفية - في جرنين صغيرين موضوعين تحتهما، وإلى جانبها في سقف المغارة يوجد آثار كف يقال أنها آثار كف جبريل وقد بقيت في الجبل بعد أن منعه من السقوط، وليس بعيداً منها يتشكل في السقف لفظ الجلالة كلمة الله.
وفي صدر مغارة الدم شقُّ صخري تفوح منه روائح المسك والعنبر وهو الشق الذي أحدثه الله لييسّر خروج الأنبياء منه كما يقال.
وعن عروة بن رُويم عن أبيه عن عليّ: سمعتُ رسول اللّٰه صلى اللّٰه عليه وسلم وسأله رجل عن الآثارات بدمشق فقال: (لها جبل يقال له قاسيون، فيه قَتَل ابنُ آدم أخاه، وفي شرقيّه وُلد إِبراهيم، وفيه آوى الله عيسىٰ بن مريم وأُمّه من اليهود، وما من عبد أتىٰ معقل روح اللّٰه فاغتسل وصلىٰ فيه ودعا، إِلاّ لم يُردَ خائباً).
أنشئ على المغارة مسجد صغير الحجم منذ ما يزيد ستة قرون وأعيد تجديده وترميمه عدة مرات كما ورد في اللوحات التي تؤرخ ذلك وموجودة ضمن حرم المسجد، وإلى جانب المبنى خزان قديم للماء يملأ تلقائياً عند هطول الأمطار.
وفيه بُني مسجد كهف جبريل على يد أبو الفرج محمد بن عبد الله بن المُعلَّم عام 370 هـ حيث رأى الملك جبريل في المنام ومعه أمر من اللّٰه تعالى بأن يبني المسجد.
الطريق إلى مغارة الدم وعر يتخلله بقايا درج أنشئ في عهود سابقة ويستغرق تقريباً ساعة من الزمن صعوداً ابتداءً من جامع الشيخ عبد الغني النابلسي بمنطقة ركن الدين بدمشق.
يقال أن الدعاء في مغارة الدم مستجاب وقيل أن المغارة صلى فيها إبراهيم وموسى وعيسى ولوط وأيوب، وقد أورد المؤرخون الكثير من القصص حول استجابة الدعاء في المغارة ومنزلتها المباركة، وقد أوردت المصادر التاريخية أن الكثير من العلماء دفنوا في محيطها.
يحرص أهالي تلك المناطق القريبة على زيارة هذا المقام كل يوم جمعة، ويضاف إليهم الزوار الذين يأتون للمقام من دول أخرى ومناطق بعيدة إضافة لمراسلي محطات التلفزة أحياناً.
وزوار المكان على أنواع، فمنهم من يأتي للدعاء ومنهم من يأتي بقصد التبارك بالمكان، وآخرون يأتون بقصد الاستشفاء بالماء المبارك الذي هو دمع الجبل، ولكل مطلبه وغرضه.

## وصف مغارة الدم / مقام الأربعين في الروايات التاريخية
أورد هنا ما ذكره بعض الرحالة ممن زاروا دمشق في القرون الماضية وذكروا مشاهدتهم لمغارة الدم.

### أبو حامد الغرناطييصف المكان في زيارته لدمشق عام 1160م تقريباً
فيقول: (ولما دخلت دمشق رأيت عند باب يعرف بباب الفراديس جبلاً مشرفاً عالياً، وعليه آثار دم هابيل بن آدم  ظاهراً، وهو دم كثير لا يخفى على من يراه أنه دم).

### ابن جبير الأندلسيحوالي عام 1183م
"و بجبل قاسيون أيضاً لجهة الغرب، على مقدار ميل أو أزيد من المولد المبارك، مغارة تعرف بمغارة الدم، لأن فوقها في الجبل دم هابيل قتيل أخيه قابيل ابني النبي ادم ، يتصل من نحو نصفا الجبل إلى المغارة، وقد أبقى الله منه في الجبال آثاراً حمراً في الحجارة تحك فتستحيل، وهي كالطريق في الجبل، وتنقطع عند المغارة، وليس يوجد في النصف الأعلى من المغارة آثار تشبهها، فكان يقال: إنها لون حجارة الجبل، وإنما هي من الموضع الذي جر منه القاتل أخيه حيث قتله حتى انتهى إلى المغارة، وهي من آيات الله تعالى، وعليها مسجد قد أتقن بناؤه، وتصعد إليه على أدراج".

### الرحالةابن بطوطةالمغربيخلال زيارتهلدمشقعام 1324م
"مغارة الدم وفوقها بالجبل دم هابيل ابن آدم ، وقد أبقى الله منه في الحجارة أثراً محمراً، وهو الموضع الذي قتله أخوه به واجتره إلى المغارة وعليها مسجد متقن البناء يصعد إليه على درج".

### ابن طولونالمتوفى عام 1532 م
«وأما مغارة الدم التي في أعلى الجبل فتشمل على مكان لطيف شريف، عليه الهيبة والوقار، والدعاء عنده مستجاب وتسمى الآن بمغارة الأربعين».

## وصلات خارجية
- رصيف22